# 스포크 (식기)

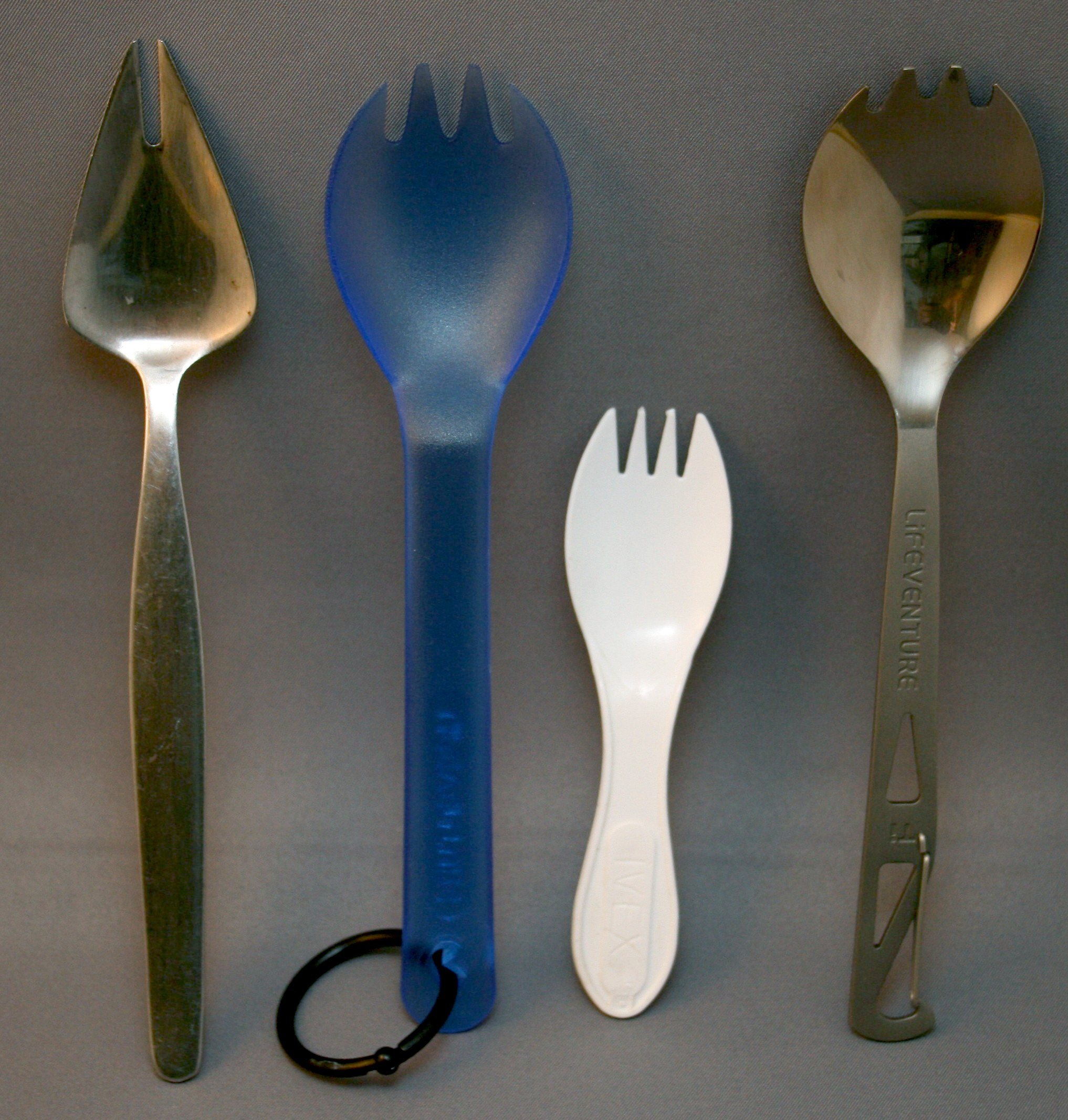
스포크

스포크(영어: spork) 또는 포카락은 숟가락의 일종이다. 재질은 주로 금속으로 만들어지지만, 플라스틱으로도 만들어진다. 이름의 유래이며 가장 큰 특징으로 끝이 세 갈래로 갈라져 있으며, 숟가락이면서 포크로 사용할 수 있다. 숟가락 끝 부분에 홈이져 있어 포크처럼 되어 있다. 특히 과일의 씨앗을 꺼내기 쉽다. 스포크는 손가락의 힘이 없어도 요리를 떠서 먹고 찔러 입에 옮기기 편리한 식기이기 때문에, 개호 용품으로도 이용되고 있다. 또한 젓가락 문화에 익숙하지 않은 사람이 라면 등 젓가락을 사용하는 것을 전제로 한 국수 요리를 먹을 때도 편리하다.